# Katschberg
Le Katschberg est un col des Alpes ainsi qu’une grande station de ski, situés dans le nord du Land de Carinthie en Autriche. Le col, situé à 1 641 mètres d’altitude, relie les vallées de la Katschtal en Carinthie et du Lungau dans le Land de Salzbourg.
On suppose que le col était déjà emprunté par les Taurisques et les Romains, sur la voie transalpine qui reliait la cité de Iuvavum (Salzbourg) en Norique à Aquilée. Mentionné dès 1459, il est prouvé que le col était franchi par les services postaux depuis 1764.

## Géographie

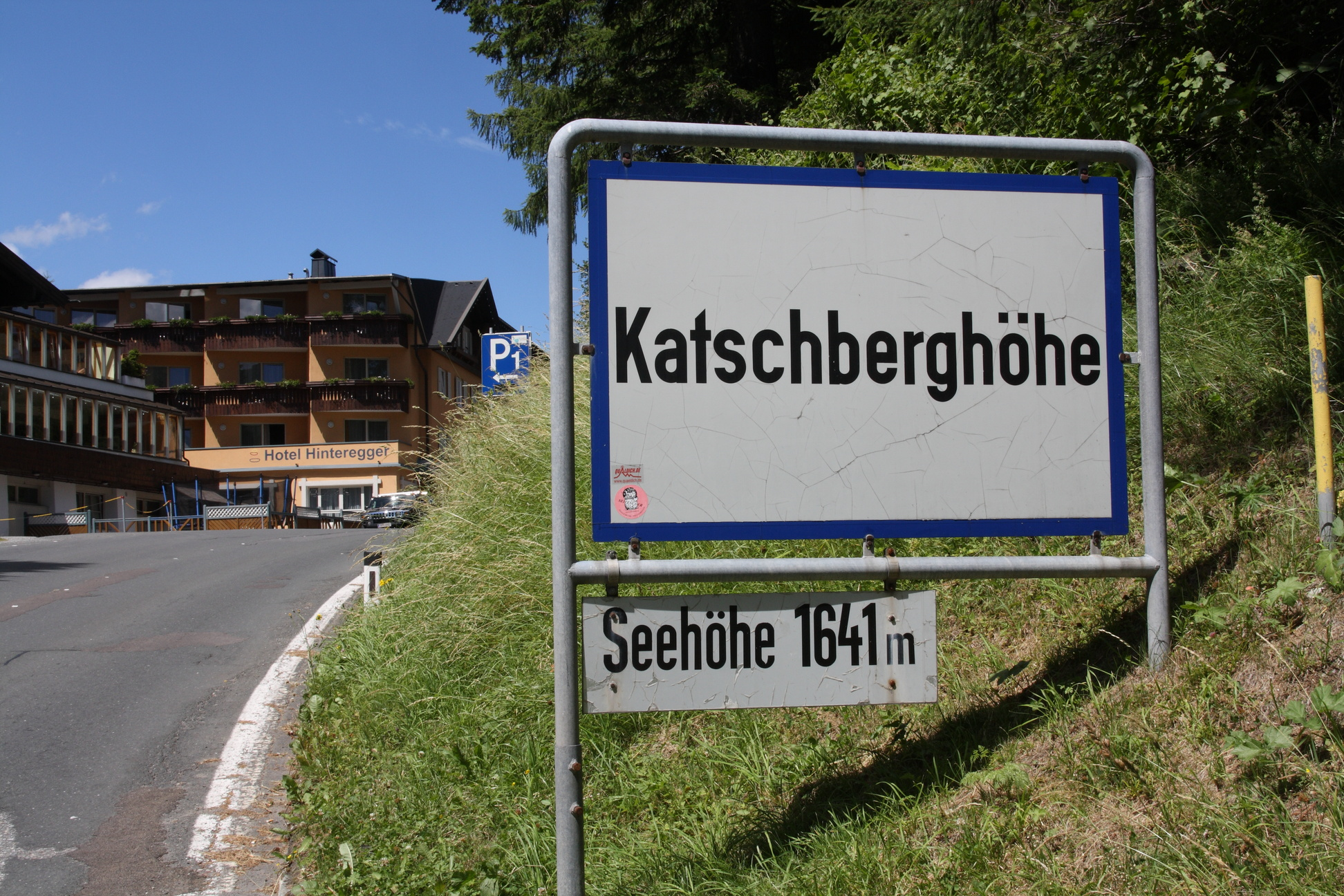
Sur le col.

Le Katschberg relie les montagnes des Hohe Tauern à l'ouest aux Alpes de Gurktal à l'est. Il marque la frontière entre les Länder de Salzbourg au nord et de Carinthie au sud, ainsi que la ligne de partage des eaux entre le bassin de drainage de la Mur et de la Lieser. Une petite colonie nommée Katschberghöhe, une partie de la commune de Rennweg, est située sur les hauteurs.
Le col est parcouru par la Katschberg Straße (B99) reliant Bischofshofen en Salzbourg à Spittal an der Drau en Carinthie. Cette route aux courbes serrées et aux fortes rampes est fermée à la circulation des poids lourds, des véhicules articulés et des caravanes. L'autoroute du Tauern (A10) menant de Salzbourg à Villach, tronçon de la route européenne 55, a permis de délester la route B99. Elle passe au-dessous du col au moyen du tunnel du Katschberg.

## Histoire
- 1929 : construction d'une auberge au niveau du col par J. Kastner. Reprise en 1956, elle fut transformée progressivement en un hôtel 4 étoiles. L’infrastructure hôtelière s’est depuis fortement développée. En 2009, la station dispose d'une capacité d'hébergement de près de 2 600 lits.
- 1956 : Hias Bogensperger construit la première remontée mécanique sur le Tschaneck (2 024 mètres).
- 1979 : construction d'un télésiège reliant Katschberg au sommet du Aineck, permettant ainsi la liaison avec le domaine voisin de St Margarethen.
- 2001 : construction du télésiège 6 places Tschaneckbahn, et investissement dans un système d'enneigement artificiel.

## Domaine skiable
La station de ski de Katschberg-Aineck, également surnommée Katschi, dispose du troisième domaine skiable le plus vaste de Carinthie (après les domaines de Nassfeld et de Bad Kleinkirchheim). Les pistes, en général très larges, sont situées de part et d'autre du col du Katschberg, sur le versant très ensoleillé du Mont Tschaneck (2 024 mètres) d'une part, sur les versants du mont Aineck (2 220 mètres) - situé en partie sur le territoire du Land voisin de Salzbourg - d'autre part. La liaison entre les deux versants est possible skis aux pieds, au moyen d'une étroite piste, peu pratique et qui oblige partiellement à pousser sur les bâtons. Les pistes sont entretenues par 14 dameuses.
La qualité du parc de remontées mécaniques est assez discutable, surtout si l'on tient compte de l'étendue du domaine skiable de cette relative grande station. Ainsi, près de la moitié des remontées est constituée de téléskis, et la station a visiblement longtemps sous investi dans le secteur Aineck (faibles débits). Le secteur de Tschaneck est, quant à lui, desservi par des télésièges plus modernes.
La piste A1, nommée ainsi en référence à une autoroute (de l'allemand Autobahn), relie sur près de 6 km le sommet du domaine skiable au village de Sankt Margarethen im Lungau (1 060 mètres). Cette piste, très large et régulière, est particulièrement adaptée pour les skieurs de niveau débutant à intermédiaire. La station de ski communique sur cette piste comme étant « probablement la plus belle descente des Alpes », ce qui peut être expliqué par la très belle vue sur les montagnes avoisinantes des Alpes de Gurktal et des Hohe Tauern ainsi que sur le large fonds de vallée. La remontée au sommet du Aineck demeure quant à elle encore difficile et longue (près de 30 minutes) du fait de l'archaïsme d'une partie des remontées mécaniques, avec notamment un télésiège 2 places et un téléski. En 2009, la partie haute du domaine a été toutefois grandement modernisée avec la construction de la télécabine 8 places Gipfelbahn. Cette remontée mécanique, ainsi que le télésiège qui vient du versant opposé, s'avèrent toutefois très sensibles au fort vent qui souffle souvent au sommet du Aineck: ils sont de fait souvent fermés, ce qui interdit alors de rejoindre le reste du domaine skiable.
La piste de ski Königswiese, dont le départ est situé au cœur de la station, dispose d'un éclairage y permettant la pratique du ski nocturne une à deux fois par semaine.
Il est possible de se faire photographier automatiquement et gratuitement au sommet du Tschaneck (photos accessibles sur le site internet de la station).
Une piste de luge rejoint la station depuis le restaurant d'altitude Gamskogelhütte (piste également éclairée la nuit). Il est aussi possible de pratiquer le patinage à Katschberg. Une piste de ski de fond de 16 kilomètres est située entre 1 640 mètres et 1 800 mètres d’altitude.
La station est membre des regroupements de stations de ski Schiregion Oberlungau, Schiregion Lungo, TopSkiPass Kärnten & Osttirol et Salzburg Super Ski Card.
Un skibus relie toutes les heures la station depuis Sankt Margarethen via Sankt Michael (versant Salzburg), un deuxième skibus depuis Rennweg am Katschberg (versant Carinthie).